# Сидеряха
Сидеряха – село в Кінешемському районі Іванівської області Росії. Входить до складу Горьківського сільського поселення .

## Географія
Село розташоване в північно-східній частині Іванівської області, в зоні хвойно-широколистяних лісів , в межах північно-східної частини Середньоруської височини , на лівому березі річки Астерми, при автодорозі 24Н-063, на відстані приблизно 8 кілометрів по прямій) на південь від міста Кінешми, адміністративного центру району. Абсолютна висота - 117 метрів над рівнем моря  .

### Клімат
Клімат характеризується як помірно континентальний, з холодною багатосніжною зимою та помірно жарким вологим літом. Середньорічна температура повітря – 3,1 °C. Середня температура повітря найхолоднішого місяця (січня) - 11,7 ° C (абсолютний мінімум - 45 ° C), середня температура найтеплішого (липня) - 18,2 ° С (абсолютний максимум - 38 ° C). Період із температурою повітря вище 10 °C триває близько 122 днів. Річна кількість атмосферних опадів - 595 мм, з яких 402 мм випадає в період із квітня по жовтень  .

### Часовий пояс
Село Сидеряха, як і вся Іванівська область, знаходиться у часовій зоні МСК (московський час). Зміщення застосовуваного часу щодо UTC становить +3:00.

## Населення
| 2010 |
| ---- |
| 11   |

### Національний склад
Згідно з результатами перепису 2002 року, в національній структурі населення росіяни становили 100% із 14 чол. 